# Рики Волден
Рики Волден (енгл. Ricky Walden; рођен 11. новембра 1982, Честер, Енглеска) професионални је енглески играч снукера.

## Успеси

### Рангирана финала: 6 (3 победа, 3 пораза)
| Исход     | Година | Турнир | Противник у финалу | Резултат |
| --------- | ------ | ------ | ------------------ | -------- |
| Победник  | 2008   |        | Рони О'Саливан     | 10–8     |
| Победник  | 2012   |        | Стјуарт Бингам     | 10–4     |
| Победник  | 2014   |        | Марк Ален          | 10–7     |
| Финалиста | 2015   |        | Мајкл Вајт         | 0–5      |
| Финалиста | 2016   |        | Марк Ален          | 6–10     |
| Финалиста | 2016   |        | Џад Трамп          | 4–10     |